# Frances Abington
Frances Abington nata Frances Barton, detta Fanny (Londra, 1737 – Pall Mall, 4 marzo 1815) è stata un'attrice teatrale inglese.

## Biografia
Non si sa nulla del primo periodo della sua vita, sua madre morì quando aveva solo quattordici anni, e rimase con il padre, ex militare che aveva aperto una bottega di ciabattino. Iniziò a cantare per le strade di Covent Garden mentre vendeva fiori, guadagnandosi il nomignolo di Nosegay Fan. Diventata serva al servizio di una modista francese, imparò la lingua francese e il gusto nel vestirsi, successivamente fu presa come aiutante per la cucina di Robert Baddeley, che sarebbe diventato commediografo ma all'epoca era un cuoco molto stimato.
La sua prima esperienza teatrale avvenne nell'estate del 1755, quando venne scritturata dall'impresario dell'Haymarket Theatre. Entrò quindi nella compagnia di David Garrick ai teatri Drury Lane e Covent Garden, diretta da Theophilus Cibber, per rappresentare la commedia di Susanna Centlivre The Busie Body. Sempre nella stessa stagione teatrale, interpretò i personaggi di Desdemona e Sylvia nella commedia dell'irlandese George Farquhar, The Recruiting Officer.
Su raccomandazione di Samuel Foote, fu ingaggiata dalla compagnia del Theatre Royal Drury Lane per recitare nel personaggio di Lady Pliant nella commedia di William Congreve The Double Dealer, la cui prima rappresentazione avvenne il 27 ottobre 1756. Sebbene dimostrasse grande talento, la sua carriera inizialmente progredì lentamente, poiché restava nell'ombra di attrici già affermate come Hannah Pritchard e Kitty Clive.

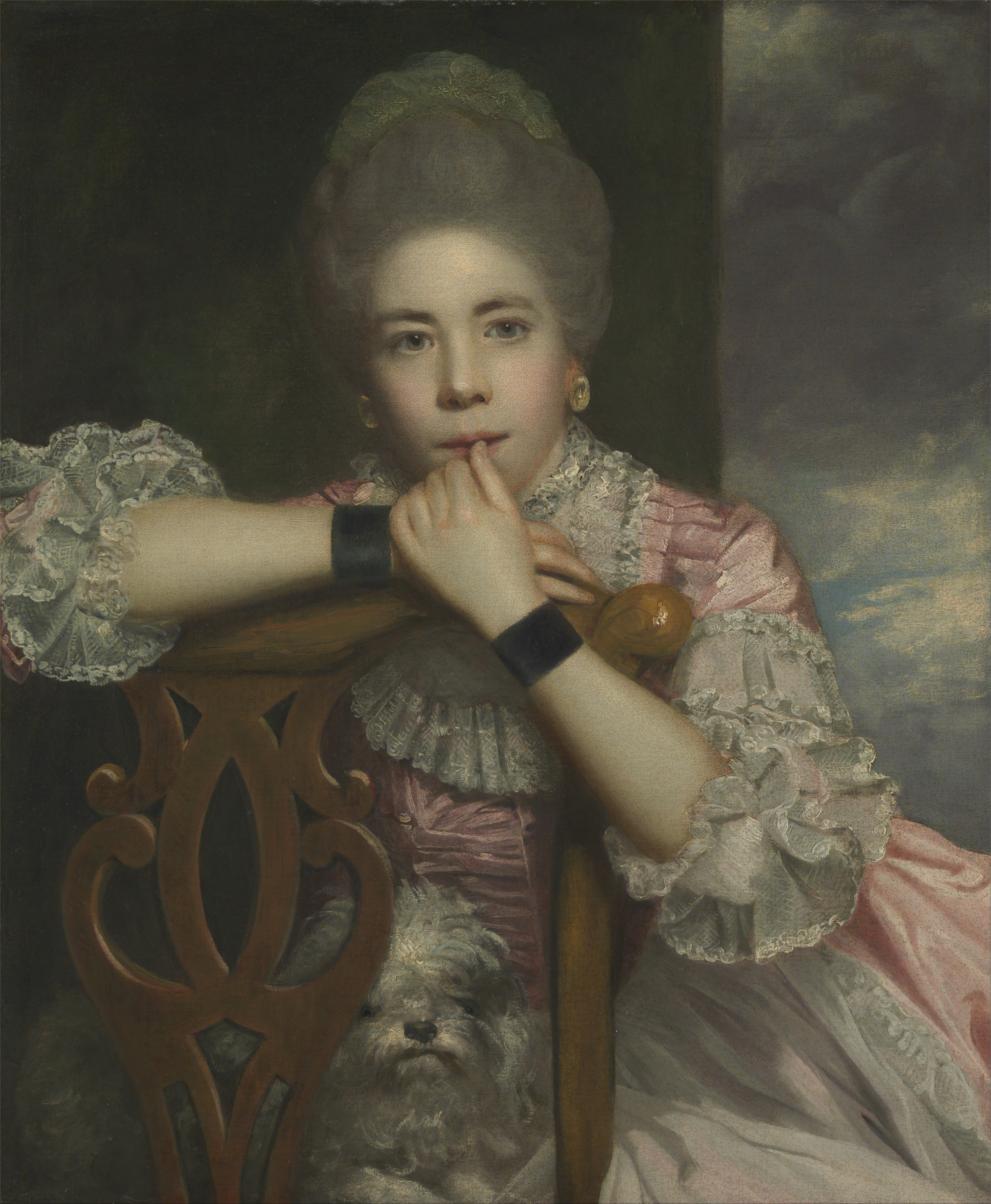
Ritratto dell'attrice dipinto da Joshua Reynolds nella sua parte di Miss Prue nella commedia di William Congreve Love for Love

Il 21 giugno 1759 sposò nella chiesa londinese di Saint Martin-in-the-Fields il musicista James Abington, suo maestro di canto. Dopo un disaccordo con l'impresario del Drury Lane, lasciò la compagnia e si trasferì in Irlanda con il marito, unendosi alla compagnia teatrale di David Garrick presso lo Smock Alley Theatre a Dublino. Qui, l'11 dicembre 1759, ottenne il suo primo grande successo interpretando Mrs Sullen nella commedia di George Farquhar, The Beaux' Stratagem. Il successo dublinese le permise di inserirsi nei circoli dell'alta società, dove divenne celebre per il suo stile raffinato e il suo senso della moda. A lei si deve la creazione del cosiddetto cappello alla Abington( a cura di J.B. Matthews e L. Hutton) Actors and actresses of Great Britain and the United States from the days of David Garrick to the present time, Vol. 1, 1795, p. 192, un accessorio molto imitato, ispirato al copricapo indossato nella farsa di James Townley High Life below Stairs. Tuttavia, la sua ascesa professionale coincise con la fine del suo matrimonio, che si concluse con una separazione consensuale in cui l'attrice si impegnò a versare un assegno annuale al marito.
Nel 1765 tornò a Londra e, su invito di David Garrick, riprese a recitare al Drury Lane. Il 27 novembre 1765 apparve nel ruolo della Vedova Belmour nella commedia di Arthur Murphy The Way to Keep Him, che l'autore le dedicò nella seconda edizione. Nei successivi diciassette anni, si affermò come una delle attrici più celebri della sua epoca. Il drammaturgo e poeta irlandese Hugh Kelly scrisse di lei: "In merito a Mrs. Abington, non si può dire mai abbastanza [...] ella è definita la prima sacerdotessa della musa comica nel paese"(a cura di J. Bell), Bell's British Theatre, 1797, Vol. 7, p.vi .
L'8 settembre 1777 esordì nel ruolo di Lady Teazle, un personaggio scritto appositamente per lei dal commediografo Richard Brinsley Sheridan nella commedia The School for Scandal. Dopo aver lasciato il Drury Lane per il Covent Garden Theatre, il 29 novembre 1782 interpretò Lady Flutter nella commedia di Frances Sheridan The Discovery. Continuò a recitare per diverse stagioni al Covent Garden Theatre dal 1784 al 1788. Dopo una pausa dalle scene, tornò a recitare nel 1789, ma interruppe bruscamente la stagione teatrale il 12 febbraio 1790.
L'attrice rimase lontana dal teatro fino al 14 giugno 1797, quando riapparve al Covent Garden Theatre, per poi ritirarsi definitivamente dalle scene il 12 aprile 1799 con la commedia di Arthur Murphy Three Weeks after Marriage.
Morì nella sua residenza londinese di Pall Mall e fu sepolta nella chiesa di San Giacomo a Piccadilly.

## Eredità e Influenza
Frances Abington è ricordata non solo per il suo talento attoriale, ma anche per il suo impatto sulla moda e sul costume dell'epoca. La sua attenzione al dettaglio nei costumi di scena e il suo raffinato senso estetico influenzarono il modo di vestire delle donne del tempo. Il suo ruolo di Lady Teazle, in particolare, divenne iconico e contribuì a definire un nuovo modello di donna colta, spiritosa ed elegante nelle commedie dell'epoca georgiana. Il suo stile e il suo contributo all'arte teatrale furono celebrati da numerosi artisti, tra cui Joshua Reynolds, che la ritrasse più volte.
A Frances Abington è intitolato il cratere Abington, su Venere.